# Bram Meynadier
Abraham „Bram“ Cornelis Meynadier (* 18. Juni 1879 in Hoorn, Niederlande; † 14. März 1958 in Dessau, DDR) war ein deutscher Theater- und Filmschauspieler sowie ein Theaterregisseur.

## Leben
Der gebürtige Niederländer erhielt nach dem Besuch der Oberrealschule seine Ausbildung am Kölner Konservatorium. Als Schauspieler wirkte er zunächst am Stadttheater Bielefeld, wechselte später ans Berliner Lessingtheater und fand schließlich seine Hauptbetätigung als Schauspieler und Spielleiter am Friedrich-Theater in Dessau. Gegen Ende des Ersten Weltkriegs stand Meynadier zudem für drei Stummfilme vor der Kamera, davon zwei Inszenierungen Ewald André Duponts. Zuletzt sah man Meynadier erst wieder im Alter von 77 Jahren auf der Leinwand, als er 1956 eine Nebenrolle in der DEFA-Produktion Die Millionen der Yvette übernahm.
Bram Meynadier war ab 1910 mit Anna Nowotny verheiratet und hatte eine Tochter. Er starb 1958 in seiner Wahlheimat Dessau.

## Filmografie
- 1918: Der Teufel
- 1919: Das Derby. Ein Detektivroman auf dem grünen Rasen
- 1919: Die Nackten. Ein sozialpolitischer Film
- 1956: Die Millionen der Yvette